# La Neuve-Lyre
La Neuve-Lyre település Franciaországban, Eure megyében. Lakosainak száma 532 fő (2022. január 1.). La Neuve-Lyre Bois-Normand-près-Lyre, Neaufles-Auvergny és La Vieille-Lyre községekkel határos.

## Népesség
A település népességének változása:
| Lakosok száma | 724  | 712  | 598  | 603  | 582  | 574  | 573  | 578  | 580  | 532  |
|               | 1968 | 1982 | 1990 | 2006 | 2013 | 2015 | 2017 | 2019 | 2020 | 2022 |